# Place de la Victoire (Bucarest)
 (décembre 2023).
Si vous disposez d'ouvrages ou d'articles de référence ou si vous connaissez des sites web de qualité traitant du thème abordé ici, merci de compléter l'article en donnant les références utiles à sa vérifiabilité et en les liant à la section « Notes et références ».
La place de la Victoire (en roumain : Piața Victoriei) est une place de Bucarest, capitale de la Roumanie.

## Situation
La place est située dans le secteur 1 de Bucarest. Elle est entourée dans le sens des aiguilles d'une montre par la chaussée Kiseleff et le boulevard Aviatorilor au nord, les rues Duiliu Zamfirescu et de Paris au nord-est, le boulevard Iancu de Hunedoara à l'est, le boulevard Lascăr Catargiu et l'avenue de la Victoire au sud-est, la rue Buzești au sud-ouest, le boulevard Nicolae Titulescu à l'ouest et le boulevard Ion Mihalache au nord-ouest.

## Description
Pour l'essentiel, les bâtiments entourant la place sont massifs, surmontés d'immense enseignes publicitaires sur les toits, ce qui est toutefois commun à Bucarest. C'est un quartier d'affaires, assez animé dans la journée, mais totalement déserté le soir.
Construit en 1937, le palais de la Victoire, située sur le côté est de la place, est le siège officiel du gouvernement roumain. En face de lui, au début de la chaussée Kiseleff, s'élève le muséum national d'histoire naturelle « Grigore Antipa ».
La place est desservie par la station Piața Victoriei du métro, où se croisent les lignes 1 et 2.